# Pjotr Michailowitsch Jeropkin

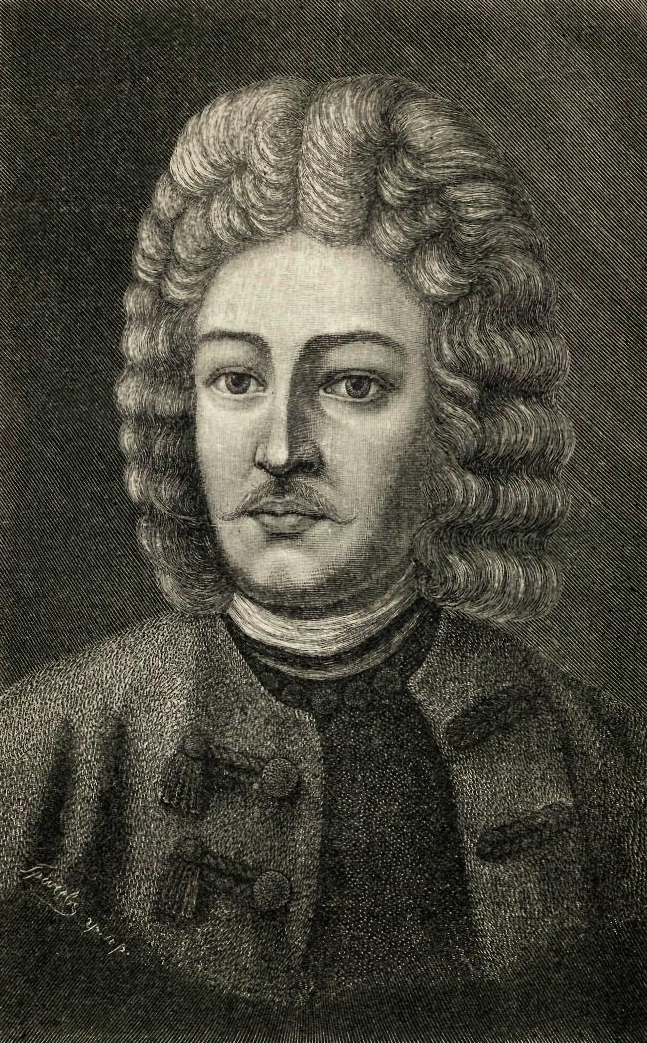
Pjotr Michailowitsch Jeropkin

Pjotr Michailowitsch Jeropkin (russisch Пётр Михайлович Еропкин, wiss. Transliteration Pëtr Michajlovič Eropkin; * ca. 1698; † 27. Junijul. / 8. Juli 1740greg. in Sankt Petersburg) war ein russischer Architekt und Architekturtheoretiker.

## Leben und Wirken
Pjotr Michailowitsch Jeropkin stammte aus einer alten Familie. Als Stammvater der Jeropkins vermutet man Iwan Jewstafijewitsch Jeropka, einen Nachkommen von Rostislaw, des Fürsten von Smolensk.
In seiner Kindheit zeigte er ein bemerkenswertes Talent für Wissenschaft und Zeichnen, wurde aber in die Armee geschickt. Dort bemerkte Peter der Große den talentierten jungen Mann und ordnete 1716 an, 20 begabte Männer aus verschiedenen Bereichen für ein Studium im Ausland auszuwählen. Pjotr Jeropkins Talent für das Malen wurden zur Kenntnis genommen und er wurde nach Italien geschickt, um Architektur, Zeichnen, Philosophie und italienische Sprache zu studieren.
Jeropkin reiste zusammen mit Timofei Ussow und Fjodor Issakow zunächst über Amsterdam nach Livorno, wo sie Italienisch studierten und eine Menge Bücher über Architektur sammelten. Dann gingen sie weiter nach Rom, wo er unter Anleitung des wenig bekannten Architekten Cipriani arbeitete. Er studierte die architektonischen Meisterwerke und Vignola und Palladios Abhandlungen. Da Issakow keine besondere Begabung zeigte und 1718 als Übersetzer des Architekten Nicola Michetti zurückgesandt wurde, waren Jeropkin und Ussow die ersten Russen, die in Italien Architektur studierten. Nach dem zweijährigen Studium der antiken und modernen italienischen Architektur fertigte Jeropkin eine Skizze des Tempels in indischer Tinte, um sie Peter dem Großen zu schenken.
Als Jeropkin 1724 kurz vor Peters Tod wieder nach Russland kam, war dieser mit seinem Erfolg sehr zufrieden, und er wurde der einzige russische Architekt, der schon zu Beginn seiner Karriere mit dem Rang eines Oberst-Leutnants und Architekten ausgezeichnet wurde. Im folgenden Jahr wurde er Oberst und Architekt.
Nachdem Peter gestorben, und der Hof 1728 nach Moskau zurückverlegt worden war, kam die Entwicklung der Stadt Sankt Petersburg zeitweilig zum Stillstand. Erst nachdem 1732 die neue Zarin Anna Iwanowna Sankt Petersburg wieder zur Hauptstadt deklariert und infolge der verheerenden Brände von 1737 im Admiralitätsbezirk, wurde der Stadtplanung wieder mehr Gewicht beigemessen. Es wurde eine Planungsstelle für den Wiederaufbau und die Reorganisation der Innenstadt unter der Leitung von Graf Burchardt Christoph Münnich eingerichtet, deren Arbeit maßgeblich von nunmehrigen Senior-Architekten Pjotr Jeropkin geprägt wurde; ohne seine Einwilligung war es nicht erlaubt, etwas zu bauen. Unter seiner Leitung wurde, eventuell nach einer Idee Peter des Großen, die Stadt in drei Strahlen angeordnet. Er legte Radial- und Ringstraßen an, die wie der Newski-Prospekt von der Admiralität ausgehen (Gorochowaja-Straße und Wosnessenski-Prospekt) bzw. dem kurvigen Verlauf der Moika und der Fontanka folgen.
Er schuf ein erstes architektonisches Bauausführungs-Kompendium Die Pflichten des Planungsbüros (das Traktat wurde 1741 von Michail Grigorjewitsch Semzow beendet und ist erst 1947 unter dem Titel Dolschnost Architekturnoi Ekspedizii. Traktat-Kodeks 1737-1740 publiziert worden), eine Art Baureglement, in dem Texte über Architekturprinzipien, Planungsleitlinien, Verantwortlichkeiten und Rechte der Architekten zusammengefasst sind.
Jeropkin war nicht nur ein begabter Architekt, sondern auch ein herausragender Architekturtheoretiker. Er war auch der erste, der vier von Palladios Werken über Architektur ins Russische übersetzte.
Von Dezember 1739 bis Januar 1740 baute er mit dem Ingenieur Georg Wolfgang Krafft das Eishaus.
Annas Thronbesteigung und die öffentliche Arbeit der Deutschen in ihrem Umkreis unter der Leitung von Biron und Minister Ostermann provozierten Ressentiments unter russischen patriotischen Kreisen, zu deren Sprachrohr Kabinettsminister Artemi Petrowitsch Wolynski wurde. Zu dessen Freunden zählte neben  A. F. Chruschtschow, F. I. Soimonow, P. I. Mussin-Puschkin auch Pjotr Jeropkin. In Folge wurde er verhaftet und schließlich zusammen mit Wolynski und Chruschtschow hingerichtet.